# 4000 Miles
4000 Miles è un'opera teatrale di Amy Herzog, debuttata a New York nel 2011. Il dramma è stato selezionato come finalista per il Premio Pulitzer per la drammaturgia nel 2013. 

## Trama
Dopo aver baciato la sorella adottiva, il ventunenne Leo Joseph-Connell lascia casa sua e intraprende un viaggio in bicicletta con il suo miglior amico. Durante il viaggio l'amico muore in un tragico incidente e Leo, solo e abbattuto, arriva a New York dopo aver attraversato gli Stati Uniti in bicicletta. Qui viene ospitato dalla nonna, la novantenne Vera, che un tempo era stata una figura di spicco del movimento femminista newyorchese e un'ardente comunista. Vera non è più abituata ad avere compagnia, ma si affeziona presto al nipote: il ragazzo le insegna a usare il computer, la convince a togliere il nome del marito morto da vent'anni dal citofono e si fa raccontare degli anni di vita politica della donna. Mentre si trova a New York incontra anche la sua ex, Bec, che non vuole rimettersi con lui perché lo ritiene troppo infantile.
Leo racconta a Vera cos'è successo con la sorella e con l'amico, ma il rapporto tra nonna e nipote si incrina perché Vera è sospettosa e crede che il nipote le prenda dei soldi. I due arrivano a una rottura, Leo si trova un nuovo lavoro e si prepara a lasciare New York. Il giorno prima della partenza la vicina di Vera muore e la morte della donna spinge Vera a riappacificarsi con Leo. Il dramma si conclude con Leo che, dopo essersi riappacificato con Bec, legge il discorso funebre che ha preparato per la vicina alla nonna.

## Il debutto
La produzione originale è andata in scena al Duke Theatre e poi al Lincoln Center di New York, con la regia di Daniel Aukin. Mary Louise Wilson e Gabriel Ebert sono stati i primi a interpretare Vera e Leo per le loro performance hanno vinto l'Obie Award.